# Aboulie
 (mai 2015).
L’aboulie (du grec ἀϐουλία / aboulía, composé du préfixe privatif ἀ- (a-) et de βουλή « volonté »), parfois également appelée avolition, est un trouble neurologique qui se traduit par un affaiblissement brutal ou progressif de la volition pouvant aller jusqu'à sa disparition totale, entraînant une inhibition de l'activité tant physique qu'intellectuelle. 

## Manifestations

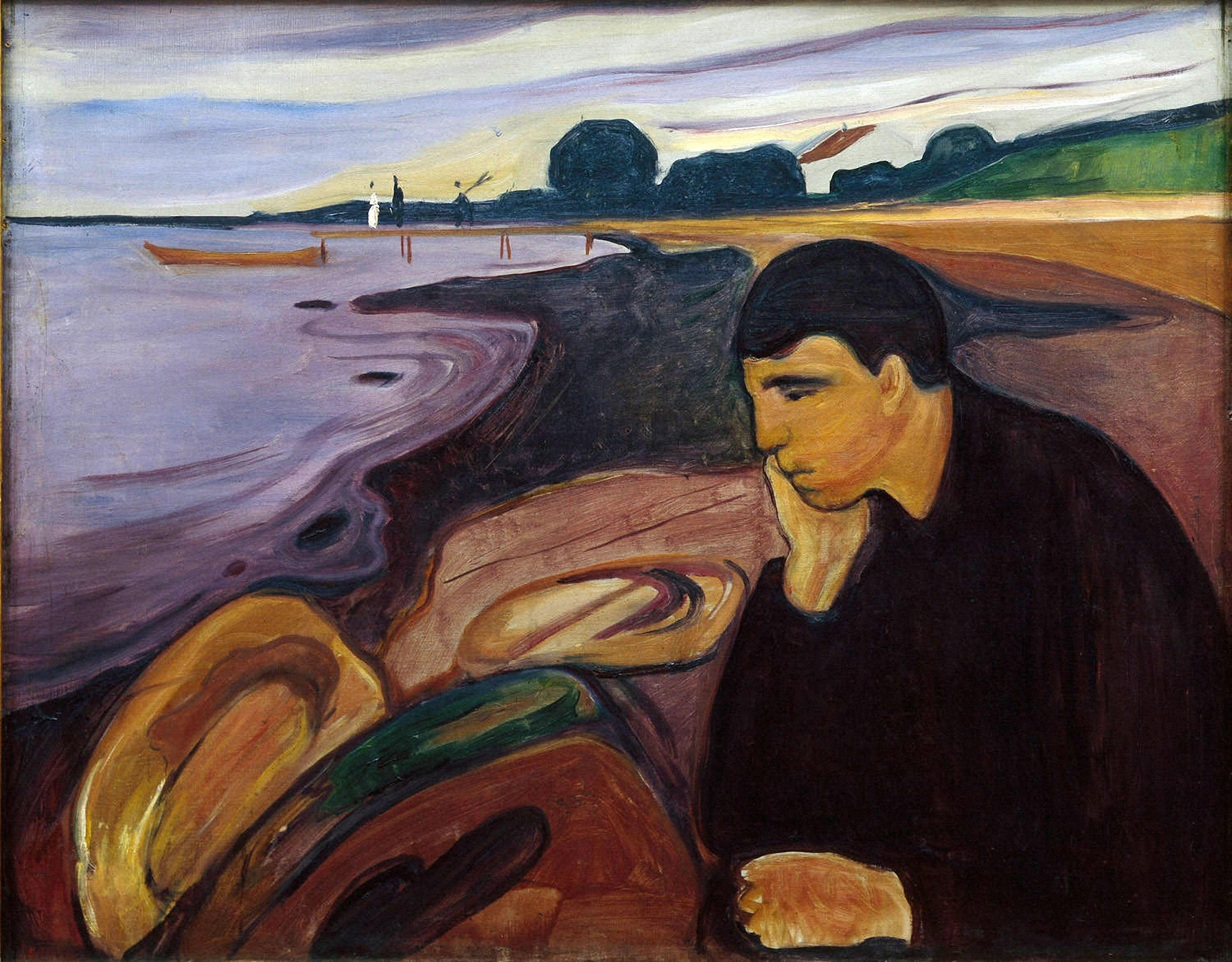
Mélancolie, œuvre d'Edvard Munch, vers 1895.

Quel qu'en soit son désir, la personne qui souffre d'aboulie éprouve des difficultés qui peuvent être intenses à exécuter les actes pourtant planifiés, se fixer un objectif et se concentrer dessus, prendre des décisions, communiquer… elle a perdu la capacité d'engager ces comportements, elle n'a plus la maîtrise de sa volonté dans le sens psychologique du terme. 
À un degré léger on constate un ralentissement des fonctions mentales, l'attention et la concentration sont perturbées, la prise de décision est difficile, le passage de l’idée à l'acte est lent et fastidieux, soutenu avec difficulté, les actes les plus simples demandent des efforts disproportionnés et une mobilisation d'énergie et un temps anormalement importants. À un degré extrême toute prise de décision et tout passage à l'action - même pour les actes les plus élémentaires - deviennent impossibles, la privation de volition est totale.
Une personne atteinte d'aboulie à un stade élevé peut mourir de faim et de soif alors même qu'elle a à manger et à boire à proximité, elle est totalement dépendante de la stimulation d’autrui pour survivre. Mais l'aboulie à un stade moins élevé peut également affecter la capacité à s'alimenter, la personne atteinte mâchant parfois la nourriture ou la gardant dans sa bouche sans trouver la volition nécessaire pour l'avaler.
Malgré ce ralentissement de son activité, la fonction intellectuelle n'est pas atteinte et le sujet conserve toute sa lucidité ; il est conscient de cet état de fait et souffre de son impuissance à agir, de ses conséquences, comme de l'incompréhension et des reproches de son entourage.  
Dans les premiers stades du trouble, la capacité de passage à l'acte est rétablie sous l’effet d’une stimulation extérieure positive ; toutes les actions, même complexes, peuvent alors être effectuées. La présence, le soutien et les encouragements des proches sont donc indispensables pour freiner l'évolution de ce trouble et permettre à la personne qui en est atteinte d'effectuer des actes qu'elle n'est plus en mesure d'effectuer sans cette stimulation ; leur manque de soutien et leurs reproches peuvent au contraire en accélérer l'évolution.

## Troubles proches
Ce trouble de la volonté semble proche de l’apragmatisme mais il n'y a dans ce dernier ni planification ni même intention d'agir, contrairement à ce qui est constaté dans l'aboulie. Il ne s'agit pas non plus de procrastination, qui en est cependant une des conséquences, ni d'apathie, bien que l'association avec ce syndrome soit rencontrée dans de nombreuses pathologies et qu'il soit possible que la personne atteinte d'aboulie devienne apathique en réaction à ce handicap, une diminution de la dimension affective de la personnalité pouvant parfois être constatée.   
Il peut également être confondu avec le syndrome de perte d'autoactivation psychique (PAAP), qui fait le plus souvent suite à une intoxication au monoxyde de carbone ou à une anoxie, mais pour certains spécialistes PAAP et aboulie sont une seule et même entité. 
S'il y a souvent confusion entre aboulie et apragmatisme de la part de l'entourage, c'est également le cas de la part du corps médical, le terme anglais pour l'aboulie étant avolition et celui pour l'apragmatisme aboulia ou abulia, et la majorité des études sur le sujet ayant été publiées en anglais.

## Troubles et pathologies auxquels elle peut être associée
On retrouve l'aboulie dans le syndrome post-commotionnel et le syndrome frontal, dans différentes pathologies psychiatriques ou neuropsychiatriques thymiques : épisode dépressif majeur, dysthymie, schizophrénie (symptôme négatif), trouble de l'adaptation de type dépressif, démence fronto-temporale lobaire (démence dégénérative, dont c'est un des tout premiers symptômes) ou de type Alzheimer... mais également dans des pathologies dont les causes sont inconnues ou mal comprises telles que la narcolepsie, la maladie de Behçet (qu'on soupçonne toutes deux d'être auto-immunes) ou le lupus, ainsi que dans des syndromes dont l'existence en tant qu'entité est encore en discussion tels que le syndrome de fatigue chronique ou le syndrome d'épuisement professionnel (burnout).
Elle fait partie des conséquences d'une atteinte dopaminergique.
Connue des cliniciens depuis 1838, l'aboulie a été sujette à de nombreuses interprétations au fil du temps. Les neurologues comme les psychiatres la reconnaissent comme une entité clinique distincte, mais son statut n'est pas clair, et il y a actuellement débat pour savoir si elle est un signe ou symptôme d'une autre pathologie ou une pathologie propre qui apparaitrait en présence de pathologies mieux documentées.

## Causes
L'aboulie serait un dysfonctionnement lié à la dopamine, de plus en plus de preuves montrant que le faisceau mésolimbique-mésocortical de la dopamine est la clé de la motivation et de la réactivité à la récompense.
Elle peut résulter de lésions cérébrales causant des changements de personnalité, maladies démentielles, traumatismes ou hémorragies intracérébrales (AVC), tout particulièrement lors d'atteintes à l'hémisphère droit,.
Les spécialistes s'accordent pour dire qu'elle est le résultat de lésions frontales, pas de lésions du cervelet ou du tronc cérébral. 

#### Articles
- Jean-Paul Broonen, « Motivation et volition: une distinction incontournable », revue Éducation & Formation, 2006, p. 62-71.
- M. Habib, « Apathie, aboulie, athymhormie : vers une neurologie de la motivation humaine », Revue de neuropsychologie, 1998, vol. 8, no 4, p. 537-586.

#### Livres
- Léon Dupuis, Pierre Janet, Les Aboulies sociales : le scrupule, la timidité, la susceptibilité, l'autoritarisme, Presses universitaires de France, 1940, 272 p.
- Attie Duval, Christine Le Gac-Prime, « Découvrir la boulie », Tétralogiques 10, Dissocier les Raisons, Bilan et perspective en anthropologie clinique, Presses universitaires de Rennes, 1996.